# Линдеман, Пер
Пер Гу́став «Пе́лле» Ли́ндеман (швед. Per Gustav "Pelle" Lindeman; род. 20 декабря 1956) — шведский кёрлингист.
В составе мужской сборной Швеции участник и бронзовый призёр чемпионата мира 1984, участник трёх чемпионатов Европы (лучший результат — серебряные призёры в 1985). Трёхкратный чемпион Швеции среди мужчин, чемпион Швеции среди смешанных команд. В составе юниорской мужской сборной Швеции участник и серебряный призёр чемпионата мира 1978. Чемпион Швеции среди юниоров. В составе мужской сборной ветеранов Швеции участник и серебряный призёр чемпионата мира 2008.
В 1989 введён в Зал славы шведского кёрлинга (швед. Stora Curlare).
Играл в основном на позиции третьего, неоднократно был скипом команды.

## Достижения
- Чемпионат мира по кёрлингу среди мужчин: бронза (1984).
- Чемпионат Европы по кёрлингу: серебро (1985), бронза (1976).
- Чемпионат Швеции по кёрлингу среди мужчин: золото (1976, 1985, 1989).
- Чемпионат Швеции по кёрлингу среди смешанных команд: золото (1982).
- Чемпионат мира по кёрлингу среди юниоров: серебро (1978).
- Чемпионат Швеции по кёрлингу среди юниоров: золото (1978).
- Чемпионат мира по кёрлингу среди ветеранов: серебро (2008).

## Команды
| Сезон                                          | Четвёртый       | Третий             | Второй         | Первый         | Турниры             |
| ---------------------------------------------- | --------------- | ------------------ | -------------- | -------------- | ------------------- |
| 1975—76                                        | Jens Håkansson  | Томас Хоканссон    | Пер Линдеман   | Ларс Линдгрен  | ЧШМ 1976            |
| 1976—77                                        | Jens Håkansson  | Томас Хоканссон    | Пер Линдеман   | Ларс Линдгрен  | ЧЕ 1976             |
| 1977—78                                        | Томас Хоканссон | Пер Линдеман       | Ларс Линдгрен  | Erik Björemo   | ЧШЮ 1978 · ЧМЮ 1978 |
| 1983—84                                        | Конни Эстлунд   | Пер Линдеман       | Карл фон Вендт | Бо Андерссон   | ЧМ 1984             |
| 1984—85                                        | Конни Эстлунд   | Пер Линдеман       | Карл фон Вендт | Бо Андерссон   | ЧШМ 1985            |
| 1985—86                                        | Конни Эстлунд   | Пер Линдеман       | Бо Андерссон   | Göran Åberg    | ЧЕ 1985             |
| 1988—89                                        | Пер Линдеман    | Ларс Линдгрен      | Göran Åberg    | Карл фон Вендт | ЧШМ 1989            |
| 1989—90                                        | Пер Линдеман    | Бо Андерссон       | Göran Åberg    | Карл фон Вендт | ЧЕ 1989 (5 место)   |
| 2007—08                                        | Пер Линдеман    | Бо Андерссон       | Карл фон Вендт | Gunnar Åberg   | ЧМВ 2008            |
| Кёрлинг среди смешанных команд (mixed curling) |                 |                    |                |                |                     |
| 1982                                           | Пелле Линдеман  | Катарина Хультлинг | Хокан Столбро  | Биргитта Севик | ЧШСК 1982           |

(скипы выделены полужирным шрифтом)